# Diplomesodon fossorius
Diplomesodon fossorius (лат.) — вымерший вид млекопитающих из рода путораки семейства землеройковых.
Обитал в Южной Африке, где его костные останки обнаружены в нижнеплейстоценовых образованиях около города Потхитерсрюс (сейчас Мокопане) в Трансваале и описаны в 1965 году.
Внешним видом его череп напоминает таковой у ныне живущего пегого путорака, но имеет более узкое межглазничное сужение.